# North American XF-108 Rapier
Il North-American XF-108 Rapier, alla lettera spada da lato (un tipo di spada), era un progetto per un caccia intercettore bimotore a getto ad ala a doppio delta progettato negli anni cinquanta dall'azienda statunitense North American Aviation e mai arrivato alla costruzione di un prototipo.
Venne progettato come intercettore di un'eventuale incursione da una rotta artica sul territorio nordamericano dei bombardieri a lungo raggio sovietici prima che potessero essere in grado di penetrare lo spazio aereo degli Stati Uniti, e come caccia di scorta di bombardieri strategici a lungo raggio come il North American XB-70 Valkyrie.
Il Rapier fu protagonista di vicissitudini legate al bilancio del governo statunitense per la difesa che ne bloccarono per due volte successive i finanziamenti fino all'abbandono dello sviluppo da parte dell'azienda, avvenuto nel 1959. Nonostante ciò, le esperienze maturate vennero reimpiegate nella realizzazione del bombardiere imbarcato North American A-5 Vigilante, mentre il suo sistema di puntamento, che comprendeva l'adozione del missile aria-aria Hughes AIM-47 Falcon, fu adattato per il Lockheed YF-12, progetto anch'esso in seguito abbandonato.

## Storia del progetto
Durante i primi anni cinquanta, l'USAF propose l'adozione di un intercettatore a lungo raggio capace di alte prestazioni. Il 20 luglio 1955 venne approvato lo sviluppo formale di un modello che avrebbe dovuto sostituire il Convair F-102 Delta Dagger e il Convair F-106 Delta Dart. Il 6 ottobre dello stesso anno fu emessa la specifica che richiedeva che l'intercettatore fosse in grado di volare a 18.000 m, ad una velocità di Mach 1,7 (1.806 km/h) e avesse un raggio d'azione di 1.600 km. Era inoltre previsto un equipaggio di due persone e la presenza di almeno due motori. Un'ulteriore richiesta era che il sistema di puntamento fosse integrato e che permettesse di agganciare un bombardiere a 110 km e in grado di colpire tre obiettivi nel corso di una singola missione.
L'11 ottobre furono stipulati i contratti per lo studio preliminare con la North American Aviation, con la Lockheed e con la Northrop, a fronte delle otto aziende inizialmente interessate. Il progetto cartaceo proposto della North American, inizialmente denominato "NA-236", sembrava il più promettente. Si vide in seguito che il progetto originale non differiva molto da quello poi diventato definitivo, tuttavia i cambiamenti più evidenti furono l'introduzione di due pinnule sulla mezzeria degli stabilizzatori orizzontali e l'adozione dei canard. Tuttavia, difficoltà politiche e di bilancio portarono alla cancellazione del programma il 9 maggio del 1956. Dopo la confusione iniziale, il programma fu reintegrato l'11 aprile dell'anno successivo e la North American si aggiudicò un contratto per due prototipi. Fu decisa la designazione ufficiale di F-108, anche se veniva conosciuto come "Weapon System 202A". La designazione adottata dal costruttore fu "NA-257", una nomenclatura che ricordava il progetto NA-236. In quel momento, l'Air Defense Command prevedeva un ordine per 480 velivoli.
Durante la fase di progettazione, il design attraversò una notevole evoluzione, dovuta sia alla sua tecnologia avveniristica che alle continue ridefinizioni dei requisiti da parte dell'USAF. Le prime revisioni riguardarono i canard, richiesti con un arco di 6,04 m e un'ala con una curvatura di 53,5°. Il velivolo, in questa configurazione, vantava un peso massimo al decollo di 45.088 kg e una quota di tangenza di 22.113 m. Per l'F-108, oltre al ruolo di intercettore, la North American propose un utilizzo come caccia di scorta per il suo prototipo di bombardiere supersonico B-70 Valkyrie. Il B-70 e l'F-108 erano accomunati per la capsula di salvataggio e i motori General Electric YJ93. Un altro ruolo considerato era quello di poter essere utilizzato come "gap-filler" per il sistema Distant Early Warning Line (DEW). Per via della sua grande velocità, l'F-108, avrebbe potuto controllare fino a 720.000 km² all'ora.
A partire dal settembre 1958 furono intrapresi sostanziali cambiamenti nella progettazione ma, tuttavia, lo Strategic Air Command perse interesse per il possibile impiego come caccia di scorta. Il 30 dicembre 1958 l'ordine di pre-produzione dei modelli YF-108A fu ridotto da 31 a 20 esemplari di prova e il primo test di volo fu ritardato da febbraio ad aprile 1961. Il mock-up a grandezza naturale, XF-108, fu proposto ai vertici dell'Air Force tra il 17 e il 20 gennaio 1959. Il 15 maggio, al progetto fu dato il nome di "Rapier", scelto a seguito di un concorso rivolto ad alcuni piloti.

## Cancellazione del programma
Anche se il programma XF-108 progrediva bene, vi furono alcuni eventi che alla fine portarono alla sua definitiva cancellazione. In primo luogo, i servizi di intelligence statunitense iniziarono a rilevare che l'Unione Sovietica stava intensificando la ricerca e lo sviluppo intorno ai missili balistici intercontinentali a discapito dei bombardieri a lungo raggio. Ciò, insieme ai costi sempre più elevati, contribuì in modo sostanziale alla fine dello sviluppo del programma. L'annullamento fu annunciato il 23 settembre 1959, tuttavia la North American continuò lo sviluppo fino al 1960, nella speranza che potesse essere ripreso in considerazione. Gli sforzi della North American non furono comunque del tutto vani, infatti il bombardiere supersonico da ricognizione, A-5 Vigilante, sviluppato per la Marina degli Stati Uniti, mantenne la fusoliera e alcuni sistemi del Rapier. Il Vigilante potrebbe essere dunque visto come l'applicazione di successo dei principi di progettazione dell'XF-108.
Lo sviluppo del radar dell'F-108 e dei suoi missili fu continuato; essi finirono per essere utilizzati nel programma Lockheed YF-12.
La configurazione finale per l'abitacolo posteriore dell'YF-12A sembrava simile a quella del F-108, poiché comprendevano lo stesso display e gli stessi comandi per gestire gli armamenti.

## Tecnica

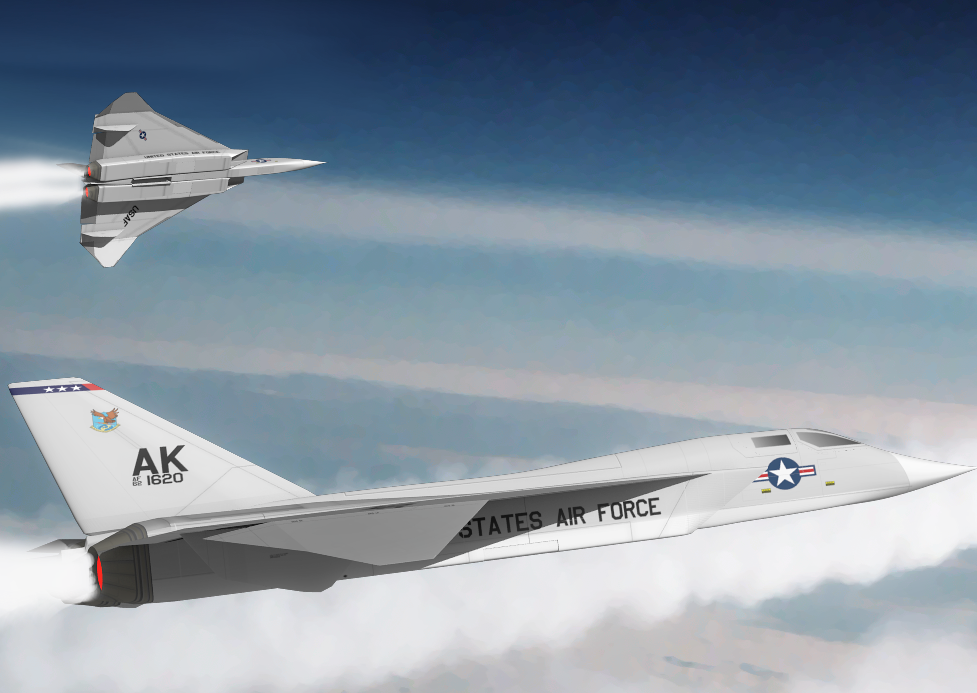
Rappresentazione artistica di due F-108 appartenenti alla base Elmendorf, in Alaska. Notare i portelli aperti del vano del carico bellico nell'aereo più in alto.

La configurazione iniziale dell'F-108 era caratterizzata da un'ala a delta molto ampia di tipo "cranked arrow" (ala a freccia spezzata), da stabilizzatori ventrali fissati sulle ali, montati a metà campata, e una deriva completamente mobile. Il tutto era completato da due stabilizzatori ventrali che si estendevano quando il carrello era retratto. Anche se alcune versioni precedenti della configurazione vedevano piani di coda separati e la presenza di alette canard, entrambe le soluzioni furono abbandonate nel progetto finale. La grande fusoliera e le ali possedevano rispettivamente due e cinque serbatoi di carburante che gli permettevano di avere un raggio d'azione stimato di circa 2.000 km.
La velocità massima era stata stimata a 3.190 chilometri all'ora, ossia Mach 3, raggiungibile continuativamente (modalità di supercrociera) ad una quota di 81.800 piedi (24.900 m). Il velivolo avrebbe dovuto essere propulso da due turboreattori General Electric YJ93, posti nella fusoliera, utilizzati anche nel bombardiere XB-70 Valkyrie ma con una differenza sostanziale: nella variante J93-GE-5 prevista per il Rapier avrebbero utilizzato uno speciale carburante additivato al boro, allo scopo di aumentare il rendimento energetico e quindi la spinta (il Valkyrie montava invece i -GE-3 che utilizzavano "normale" JP-6). La specifica di tale carburante, denominato ufficiosamente "zip fuel", venne cancellata (insieme all'intero programma F-108) nel settembre 1959.
L'F-108 era destinato a montare il radar Hughes AN/ASG-18, appartenente alla prima serie di radar ad impulsi Doppler in uso negli Stati Uniti. Esso aveva la capacità di look-down/shoot-down, ma poteva seguire un solo bersaglio alla volta. Il radar era stato accoppiato ad un sistema di ricerca Infra-red search and track (un sistema che sfrutta i raggi infrarossi) posto sulla fascia dei bordi d'attacco delle ali. Il radar doveva essere utilizzato per guidare il missile aria-aria AIM-47 Falcon, originariamente chiamato Hughes GAR-9, tre dei quali sarebbero stati montati su un lanciatore rotante posto in una stiva armi interna. L'AIM-47 Falcon era un'arma molto grande, a lungo raggio e possedeva inoltre un proprio radar. Il missile era progettato per volare a Mach 4, con un raggio d'azione di 180 km.

## Il lascito
Nonostante non abbia mai volato, la ricerca effettuata sul Rapier non è andata sprecata. Il radar sviluppato da Hughes è stato, in un primo tempo, adottato sull'intercettatore Lockheed YF-12 per poi divenire, in una versione evoluta, il radar standard del Grumman F-14 Tomcat. Allo stesso modo, il missile AIM-47 Falcon costituì la base per lo sviluppo del più potente AIM-54 Phoenix che anch'esso diventerà parte fondamentale dell'armamento del Tomcat. In conclusione, la Marina degli Stati Uniti ha tratto i maggiori benefici dagli investimenti della Air Force nel progetto Rapier.

### Pubblicazioni
- (EN) Dennis Jenkins, Tony R. Landis, F-108 Rapier The Elusive Mach 3 Interceptor, vol. 34, n. 9, Airpower, settembre 2004.
- (EN) Steve Pace, Supersonic Cavaliers, vol. 16, n. 6, Airpower, novembre 1986.